# Bhudev Mukhopadhyay

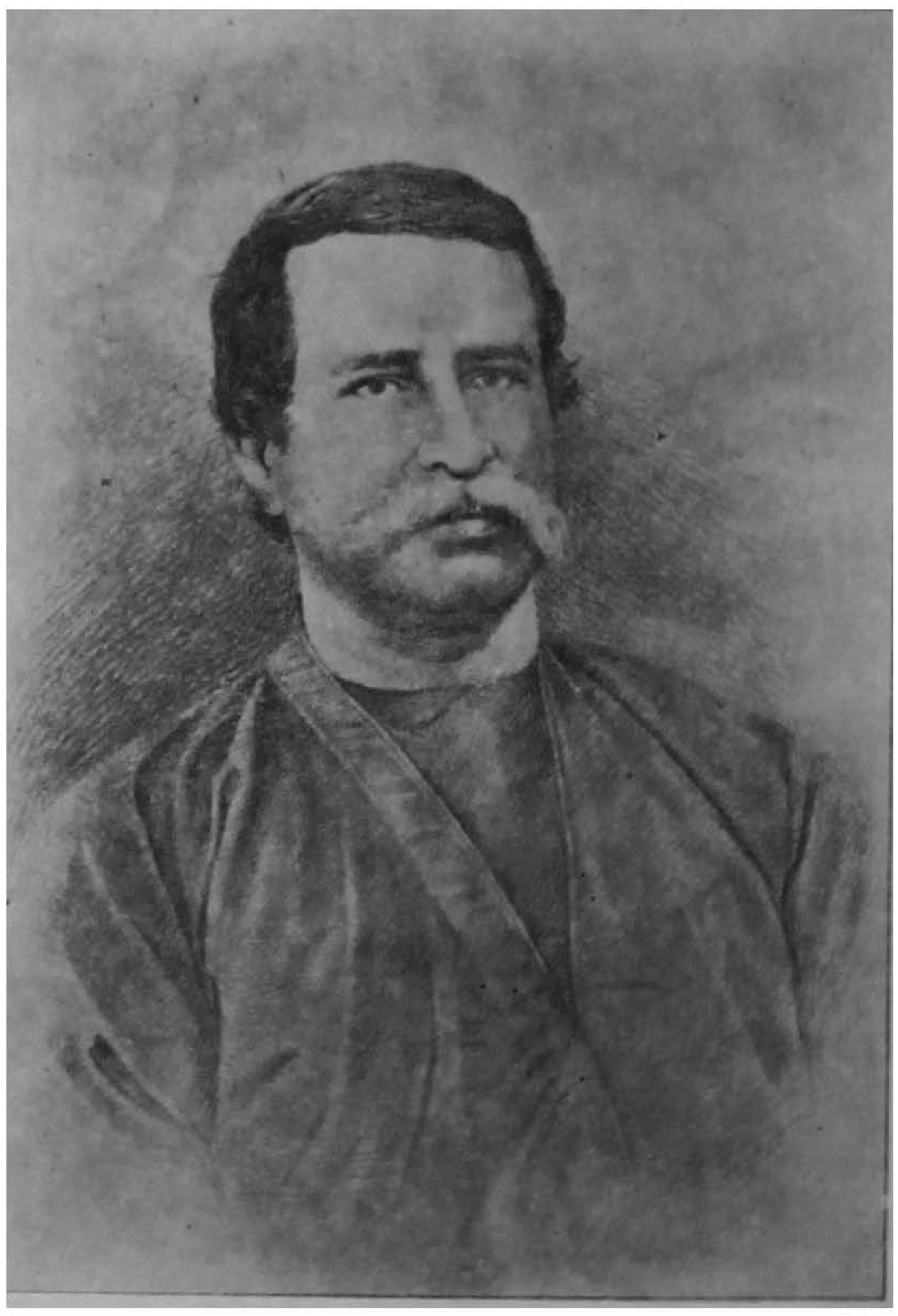
Retrato de bhudev Mukhopadhyay

Bhudev Mukhopadhyay (1827-1894) fue un escritor y un intellectual bengalí del siglo XIX. Sus obras están consideradas como ardientes muestras del nacionalismo y de la fiolosofía del periodo del Renacimiento bengalí.
Posiblemente fue el bengalí del siglo XIX más crítico con Occidente. Según él la capacidad innata para el amor se había dirigido en Europa hacia el dinero y la propiedad, como consecuencia del individualismo extremo que la dominaba y que dispensaba a sus miembros de las obligaciones para con la sociedad. Esto unido a la búsqueda de mercados y monopolios había dado lugar a guerras, a conquistas y a una violencia interminable. Lo que más le sorprendía a Mukhopadhyay era que los europeos no veían en ello ninguna contradicción. «Cualquier cosa que redunde en su interés les parece coherente con su sensación de lo que es justo en todo momento, y no son capaces de entender por qué su felicidad no puede ser la fuente de la dicha universal».